# Der Pfandleiher (1971)
Der Pfandleiher ist ein deutsches Fernsehfilmdrama aus dem Jahre 1971 von Ludwig Cremer mit Heinz Rühmann in der Hauptrolle des verbitterten Titelhelden. An seiner Seite übernahm Sabine Sinjen die weibliche Hauptrolle. Das Drama basiert auf der Vorlage „Angel in the Pawnshop“ von A. B. Shiffrin und Patrick Hamilton.

## Handlung
Pfandleiher Hilary ist in seinem langen und entbehrungsreichen Leben hart und verbittert geworden, und so mancher seiner Kunden in seinem Pfandhaus fühlt sich von ihm ungerecht behandelt. Seine Entscheidungen wirken bisweilen recht eigenwillig, obwohl ihm die Sorgen und Nöte derjenigen Menschen, die für ihre Objekte von Hilary einen guten Preis erwarten, durchaus nicht unbekannt sind. Einer dieser Menschen ist der junge Polizist Timothy Spangle, dessen größte Hoffnung es ist, endlich einmal mit einem bedeutenden Fall betraut zu werden. Da erscheint aber auch ein Alkoholiker, der im Pfandhaus regelmäßig seinen Suff zu finanzieren versucht, ein Musiker, der sein Instrument versetzen möchte oder ein ebenso hungriger wie erfolgloser Schriftsteller, der für eine warme Mahlzeit seine Schreibmaschine anbietet.
Eines Tages betritt die kleine Lizzy Shaw den Laden, deren Nöte ganz andere sind. Sie hat nichts zu verkaufen, sondern ist lediglich auf der Flucht vor ihrem gewalttätigen, früheren Geliebten Danny O’Keefe. Die ein wenig verträumte und geschundene Lizzy eröffnet dem knurrigen Alten eine neue Lebensperspektive und macht ihm klar, dass das Leben nicht nur Elend und Entbehrung, sondern auch Freude und Zuversicht bedeuten kann. Schließlich betritt eines Tages O’Keefe Hilarys Pfandhaus und wird zu einer einzigen Herausforderung für den alten Mann. Hilary ist nun gefordert, über sich selbst hinauszuwachsen. Und er beginnt dank Lizzies Einflussnahme seine Zivilcourage wieder zu finden und stellt sich Danny entgegen.

## Produktionsnotizen
Der Pfandleiher entstand im Frühjahr 1971 im Studio in München und wurde am Sonntag, den 14. November 1971 um 20.15 Uhr im ZDF erstmals ausgestrahlt. Der Film wurde 2016 auf DVD herausgebracht.
Otto Stich entwarf das Szenenbild, Ilse Dubois die Kostüme.

## Wissenswertes
Das ZDF räumte seinem Star allerlei Mitspracherechte ein; so durfte Rühmann u. a. bei allen Besetzungsfragen und auch beim Endschnitt mitentscheiden.
Bereits 1959 wurde eine Fernsehversion des Theaterstücks unter dem Titel Leihhauslegende gesendet. Hauptdarsteller waren Martin Berliner und Brigitte Grothum.
Das hier behandelte deutsche Fernsehfilmdrama Der Pfandleiher darf nicht verwechselt werden mit dem US-Theaterstück The Pawnbroker von Edward Lewis Wallant, dessen Filmversion von 1964 in Deutschland 1967 als Der Pfandleiher in die Kinos kam.